# العلاقات الفيجية اللاوسية
العلاقات الفيجية اللاوسية هي العلاقات الثنائية التي تجمع بين فيجي ولاوس.

## مقارنة بين البلدين
هذه مقارنة عامة ومرجعية للدولتين:
| وجه المقارنة                                              | فيجي                                                                 | لاوس        |
| --------------------------------------------------------- | -------------------------------------------------------------------- | ----------- |
| المساحة (كم2)                                             | 18.27 ألف                                                            | 236.80 ألف  |
| عدد السكان (نسمة)                                         | 915.30 ألف                                                           | 6.86 مليون  |
| الكثافة السكانية (ن./كم²)                                 | 50.1                                                                 | 28.97       |
| العاصمة                                                   | سوفا                                                                 | فيينتيان    |
| اللغة الرسمية                                             | لغة إنجليزية، اللغة الفيجية، اللغة الفيجي الهندية، اللغة الهندستانية | اللغة اللاو |
| العملة                                                    | دولار فيجي                                                           | كيب لاوي    |
| الناتج المحلي الإجمالي (بليون دولار)                      | 5.06 مليار                                                           | 16.85 مليار |
| الناتج المحلي الإجمالي (تعادل القوة الشرائية) بليون دولار | 8.32 مليار                                                           | 38.71 مليار |
| الناتج المحلي الإجمالي الاسمي للفرد دولار أمريكي          | 4.96 ألف                                                             | 1.82 ألف    |
| الناتج المحلي الإجمالي للفرد دولار أمريكي                 | 8.79 ألف                                                             |             |
| مؤشر التنمية البشرية                                      | 0.727                                                                | 0.575       |
| رمز المكالمات الدولي                                      | +679                                                                 | +856        |
| رمز الإنترنت                                              | .fj                                                                  | .la         |
| المنطقة الزمنية                                           | ت ع م+12:00                                                          | ت ع م+07:00 |

## منظمات دولية مشتركة
يشترك البلدان في عضوية مجموعة من المنظمات الدولية، منها:
| علم المنظمة | اسم المنظمة                        | تاريخ انضمام فيجي | تاريخ انضمام لاوس |
| ----------- | ---------------------------------- | ----------------- | ----------------- |
|             | البنك الدولي للإنشاء والتعمير      | 28 مايو 1971      | 5 يوليو 1961      |
|             | بنك التنمية الآسيوي                | 1970              | 1966              |
|             | يونسكو                             | 14 يوليو 1983     | 9 يوليو 1951      |
|             | وكالة ضمان الاستثمار متعدد الأطراف | 24 سبتمبر 1990    | 5 أبريل 2000      |
|             | مؤسسة التمويل الدولية              | 12 يوليو 1979     | 29 يناير 1992     |
|             | منظمة الشرطة الجنائية الدولية      | ?                 | ?                 |
|             | الأمم المتحدة                      | 13 أكتوبر 1970    | 14 ديسمبر 1955    |
|             | مؤسسة التنمية الدولية              | 29 سبتمبر 1972    | 28 أكتوبر 1963    |
|             | منظمة حظر الأسلحة الكيميائية       | ?                 | ?                 |

## وصلات خارجية
- موقع وزارة الخارجية الفيجية